# عباس‌انتا
عباس‌انتا (به لاتین: Abbasanta) یک سکونتگاه مسکونی در ایتالیا با جمعیت ۲٬۸۵۷ نفر است که در استان اریستانو واقع شده‌است.